# George Konrote
Jioji Konousi Konrote, DE, MC, más conocido como George Konrote (nacido el 26 de diciembre de 1947), es un político fiyiano y mayor general retirado del ejército fiyiano, presidente de Fiyi desde 2015 hasta 2021. Después de comandar una misión de paz en el Líbano, Konrote ejerció como alto comisionario de Fiyi a Australia de 2001 a 2006, como Ministro de estado por la Inmigración brevemente en 2006, y como Ministro para oportunidades laborales, Productividad y Relaciones Industriales de 2014 a 2015. Fue el primer presidente no-iTaukei y el primero en ser elegido por el parlamento, cuando anteriormente los presidentes eran seleccionados por el Gran Consejo de Jefes.

## Primeros años y carrera militar
Es indígena de la isla de Rotuma. Sus días como alumno en la Escuela secundaria Natabua en Lautoka, Fiyi, están descrito en el premiado libro en Fiyi Kava en la Sangre por Peter Thomson.
Un soldado de carrera, Konrote se enlistó al RFMF en 1966 y entrenó con Nueva Zelanda y fuerzas de defensa australianas, estudiando en instituciones como la Universidad australiana de Defensa y Estudios Estratégicos y la Academia de Fuerza de Defensa australiana en Camberra, Australia, (dónde se convirtió en Socio en 1996), y la Escuela de Gobierno John F. Kennedy en la Universidad de Harvard en 2000.
Subiendo puestos a través de los rangos del Ejército de Fiyi,  mandó batallones de soldados fiyianos en su misiones de paz en el Líbano durante la campaña de UNIFIL de la Fiyi, y fue posteriormente vicecomandante de fuerza de la operación de UNIFIL, y finalmente el Vicesecretario de las Naciones Unidas y Comandante de Fuerza en Líbano. En reconocimiento de sus contribuciones en estos campos, Konrote fue condecorado con la Medalla de la Paz de la UNIFIL (1978), el Ejército Cross (Reino Unido, 1982), el Orden al Mérito (Italia, 1997), la Orden del Cedro (Líbano, 1999) y fue hecho un oficial de la Orden de Fiyi (División Militar) en 1997.

## Carrera diplomática y política
De 2001 a 2006, Konrote sirvió como el alto comisionado de Fiyi a Australia. Después de su cita, equivalente al de un embajador, expiró a finales de marzo del 2006, fue elegido para representar el Circunscripción de Rotuma en las elecciones del 2006, y fue posteriormente nombrado como Ministro de Estado para la Inmigración y exmilitar en el gabinete de Laisenia Qarase. Su rol en esta carpeta terminó abruptamente cuándo el gobierno fue depuesto en un golpe militar dirigido por el Comodoro Frank Bainimarama el 5 de diciembre de 2006.
A pesar de servir en el gobierno Qarase, Konrote fue candidato para el partido de Bainimarama, FiyiFirst, en las elecciones del 2014, ganando 1.585 votos. Fue posteriormente nombrado como Ministro de Oportunidades Laborales, Productividad y Relaciones Industriales en septiembre del 2014.
El 12 de octubre de 2015 Konrote dimitió del parlamento después de ser elegido presidente de Fiyi.